# مانسباخ
مانسباخ (به آلمانی: Mansbach) یک منطقهٔ مسکونی در آلمان است که در هوهنرودا واقع شده‌است.